# Phänomenalismus
Phänomenalismus ist eine im 19. Jahrhundert entstandene Bezeichnung für bestimmte philosophische Lehren und leitet sich von dem griechischen phainomenon ab, was so viel wie Erscheinung bedeutet. Dementsprechend ist gemeint, dass ein Ding an sich nicht durch Erfahrung erkannt werden kann, sondern vielmehr seine Erscheinung ein Gegenstand der erfahrungsbezogenen Erkenntnis ist. Somit kann sich die Erkenntnis eines Gegenstandes lediglich auf die bewussten Sinneseindrücke beziehen, nicht aber auf das Ding an sich. Weiterhin ist zu unterscheiden, ob überhaupt eine Realität hinter den Erscheinungen vermutet wird, wie es bei Immanuel Kant, Arthur Schopenhauer, Johann Friedrich Herbart oder Eduard von Hartmann der Fall ist, oder ob die Erscheinungen als bloße Sinneseindrücke oder Gegenstände des Bewusstseins angesehen werden und eine Realität nicht als gegeben angesehen wird, wie es beispielsweise bei Ernst Mach oder Hans Vaihinger zu finden ist. Bei ersterem spricht man von objektivem Phänomenalismus, bei letzterem von subjektivem oder extremen Phänomenalismus. Die Auffassung des subjektiven oder extremen Phänomenalismus ist vielfach implizit im Denken der modernen Physik gegeben, insofern körperliche Gegenstände und Veränderungen „als Erscheinungen von korpuskularen und atomaren Vorgängen aller Art im Mikrokosmos erklärt werden.“ Als Gegenteil des Phänomenalismus kann der Realismus angesehen werden.